# Do Not Send Us Astray
«No Nos Envies por el Mal Camino» —título original en inglés: «Do Not Send Us Astray»— es el decimotercer episodio de la octava temporada de la serie de televisión posapocalíptica, horror The Walking Dead . En el guion estuvieron a cargo Angela Kang y Matthew Negrete, y Jeffrey January dirigió el episodio, que salió al aire en el canal AMC el 25 de marzo de 2018. Fox hizo lo propio en España e Hispanoamérica el día siguiente, respectivamente. 
Este episodio marca las apariciones finales de los actores Tobin (Jason Douglas) y Bruce (Ted Huckabee) debido a que sus personajes son asesinados en el trascurso de la serie.

## Trama
Habiendo asumido el liderazgo de los salvadores tras la desaparición de Negan, Simon (Steven Ogg) lleva el convoy de salvadores a Hilltop, ahora con la intención de limpiar eliminar a los sobrevivientes en lugar de tratar de obligarlos a someterse como Negan quería. El recorrido del convoy es observado por los exploradores de Hilltop y la comunidad comienza a prepararse para el inminente ataque. Cuando el convoy de los salvadores llega a la comunidad en la noche, Maggie (Lauren Cohan) contacta a Simon mediante el walkie-talkie, advirtiéndole que ella ejecutará personalmente a todos los prisioneros salvadores que Todavía se mantienen cautivos, en caso de que él movilice un ataque, pero Simon le dice que no le interesan los prisioneros y que el ataque se procedera. Mientras intercambian palabras, Daryl (Norman Reedus) llega repentinamente, montado en su motocicleta, y comienza a disparar a los Salvadores con una ametralladora, eliminando a varios y obligándolos a comenzar su ataque en la colonia de Hilltop; La batalla comienza.
Preparados para el ataque, los soldados de Hilltop atacan a los salvadores desde posiciones altamente defendibles, eliminando varios de sus números. En medio del caos, Simon se va con Dwight (Austin Amelio) para abrirse camino detrás de los atacantes. Dentro de la comunidad, Simon ve a Tara (Alanna Masterson) y la tiene al acecho para atacarla. Sin embargo, Dwight, quien se ha puesto en secreto en contra de los salvadores, le dispara a Tara en el hombro con una flecha no contaminada, lo que la salvó de ser asesinada por Simon. Mientras tanto, Rick (Andrew Lincoln) y sus otras fuerzas cargan desde el exterior, persiguiendo a los Salvadores restantes.
Al día siguiente, la comunidad de Hilltop entierra a sus muertos y atiende a sus heridos, sin darse cuenta de que los Salvadores habían cubierto sus armas con vísceras de caminante para el ataque. Entre los heridos se incluye a Tobin (Jason Douglas), el exnovio de Carol (Melissa McBride). En otro lugar, Rick le revela a Michonne (Danai Gurira) que había intentado matar a Negan justo antes del ataque. Sin embargo el policía no pudo y se siente responsable de cómo este ataque fue Daryl acusa a Tara de confiar en Dwight después de haberlo visto como parte de las fuerzas de Simon y escapar con los otros Salvadores, pero Tara insiste en que Dwight todavía es leal a ellos. Morgan (Lennie James) comienza a tener visiones de Gavin (Jayson Warner Smith), un teniente salvador muerto que tenía la intención de matar pero que no podía obligarse a hacerlo, quien fue inesperadamente asesinado por Henry (Macsen Lintz).
Esa noche, los infectados por la sangre caminante, incluido Tobin, sucumben a la infección y se convierten en caminantes, atacando a los residentes dormidos de la colonia Hilltop. Los residentes restantes reaccionan rápidamente para derribar a los caminantes, con Carol apuñalando a Tobin en la cabeza. Al mismo tiempo, Henry aborda a los prisioneros salvadores con un arma, exigiendo saber cuál de ellos mató a su hermano mayor, Benjamin. Cuando ninguno de ellos responde, Henry desbloquea la carceleta y entra para amenazarlos directamente. Sin embargo, uno de los prisioneros, que también había sido alcanzado por armas cubiertas por un caminante, reanima y comienza a atacarlos. En la confusión, el otro Salvador, Jared (Joshua Mikel), le arrebata el arma a Henry y dirige a los otros Salvadores, así como a Gregory (Xander Berkeley), para escapar Desde la colonia Hilltop durante la situación.
Cuando amanece, Maggie supervisa más entierros de sus amigos. Descubren que los prisioneros salvadores se dieron a la fuga, aunque algunos, liderados por Alden (Callan McAuliffe), ofrecen quedarse y ayudar a Hilltop a pesar de que saben que todavía serán tratados como prisioneros, además Carol y otros buscan a Henry, que parece haber desaparecido

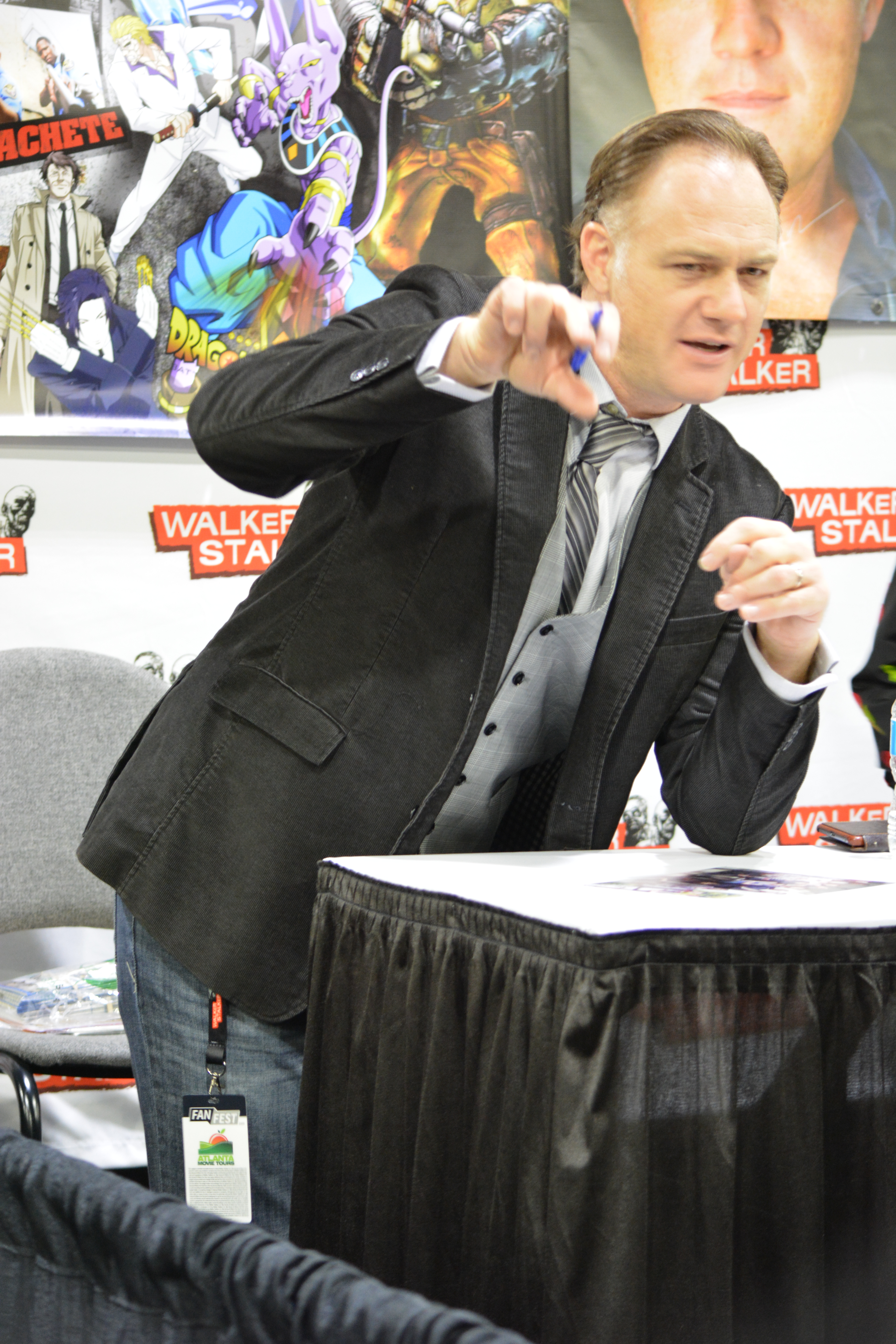
Jason Douglas hace su última aparición regular como Tobin en este episodio.

## Desarrollo
Este episodio presenta la muerte del personaje recurrente Tobin, interpretado por Jason Douglas, que ha estado en la serie desde el episodio Forget de quinta temporada. En una entrevista, Douglas dijo: «Hasta el momento en que me enteré, no tenía ni idea de que era inminente, pero siempre he estado esperando.»

## Recepción

### Recepción crítica
Do Not Send Us Astray recibió en general críticas positivas de los críticos. En Rotten Tomatoes, tuvo un 74% con una calificación promedio de 7,3 sobre 10, basándose en 19 revisiones. El consenso del sitio dice: «No enviarnos por mal camino "se enfoca en un favorito de los fanáticos y presenta algunas acciones de batalla emocionantes, aunque con un poco de pausa en el episodio medio».

### Índices de audiencia
El episodio recibió una audiencia total de 6.77 millones con una calificación de 3.0 en adultos de 18-49 años. Esto fue un ligero aumento con respecto a la semana anterior, que tuvo 6.66 millones de espectadores.